# Autoridad de Aviación Civil (Reino Unido)
La Autoridad Civil de Aviación o Civil Aviation Authority (CAA) es la corporación estatal cuyo propósito es supervisar y regular todos los aspectos de la aviación civil en el Reino Unido. La oficina central del CAA está localizada en Kingsway en Holborn, Londres. El Grupo de Regulación de la Seguridad está en la Casa de la Aviación (Aviation House) en el Aeropuerto de Gatwcik en Crawley, Inglaterra. El CAA es una corporación pública del Departamento de Transporte.
Desde el 1 de abril, la CAA asumió varias funciones de seguridad aérea del Departamento de Transporte. La nueva dirección de la Seguridad Aérea sin la CAA ahora dirige la creación de normas y el cumplimiento para capacitar un regulación proporcionada y centrada en la aviación inglesa para asegurar los más altos niveles de seguridad en cuanto al sector de aviación civil. La CAA también controla toda la seguridad nacional investigando en la industria aérea.
El Apoyo de Seguridad Aérea internacional, Air Safety Support International, una empresa subsidiaria de la CAA, es responsable de la seguridad aérea en los Territorios Británicos.

## Funciones
La CAA directa o indirectamente regula todos los aspectos de la aviación en el Reino Unido. En algunos aspectos de la aviación es el principal regulador, mientras que en otras áeras, donde la responsabilidad pasa a la Agencia Europea de Seguridad Aérea, European Aviation Safety Agency (EASA), la CAA actúa como una oficina local de la EASA, implementando las regulaciones. Representantes de la CAA toman parte del proceso de regulación europea como si fuera en nombre de la EASA.
El gobierno inglés requiere que los costes de la CAA se cubran completamente con los impuestos de regulación. Al contrario que en otros países, no hay un fondo de dinero del Estado para la CAA. Está clasificado como una corporación pública, establecidas por estatutos, en un sector público.

## Responsabilidades
La CAA regula (aproximadamente):
- Profesionales activos y pilotos privados (50,000)
- Licencias de ingenieros aernáuticos (12,400)
- Controladores aéreos (2,350)
- Aerolíneas (206)
- Licencias de aeródromos (141)
- Organizaciones relacionadas en el diseño, producción y mantenimiento de aeronaves(950)
- Participantes de ATOL (2,400)
- Aeronaves registradas en Reino Unido (19,000)

## ATOL
La CAA también prevé la Licencia de Organizadores de Viajes Aéreos, Air Travel Organisers' Licensing (ATOL).
Por ley, cada compañía de viajes inglesa que venda vacaciones por aire y vuelos necesita tener un ATOL.
Si una compañía de viajes con un ATOL deja de comerciar, el ATOL protege a los clientes que hayan reservado unas vacaciones con la firma. Esto asegura que no se quedarán atrapados en el extranjero o que no perderán dinero.
El ATOL está diseñador para asegurar a los clientes que su dinero está a salvo y que se preverá asistencia en el caso del fallo de alguna compañía.

## Historia
La CAA se estableció en 1972, bajo los términos de la Aviación Civil, siguiendo las recomendaciones de un comité gubernamental presidido por Sir Ronald Edwards. Anteriormente, la regulación de la aviación era responsabilidad de la Junta de Registro del Aire. La regulación actual de la aviación en Reino Unido es la Aviación Civil act 1982. La responsabilidad del control del tráfico en Reino Unido pasó al NATS, en el periodo previo al establecimiento de su conversión a público-privada en 2001.

## Regulación de Aviación General
En 2013 la CAA anunció su nuevo objetivo de regular la aviación general. Se estableció en 2014 una nueva unidad dedicada a la aviación general.

### Unidad de vuelo de la CAA
La CAA también fue responsable de la calibración de la navegación y de las ayudas de aproximación hasta que el grupo Servicio de Calibración de Vuelos fue privatizado y vendido a Flight Precision Ltd en 1996.
La historia de la Unidad de Vuelo de la Aviación Civil, Civil Aviation Flying Unit (CAFU), se puede remontar hasta la Flota de Operaciones Civiles del Ministerio Aéreo, Air Ministry's Civil Operations Fleet, fundado en 1944. La CAA y sus predecesores operaron con 49 aeronaves, de las cuales 13, mayormente inglesas, incluyen tipos como de Havilland Tiger Moths, Avro Ansons, Airspeed Consuls, Percival Princes, de Havilland Doves, Hawker Siddeley HS 748s and Hawker Siddeley HS 125s.
Los roles que realiza el CAFU incluían:
The roles performed by CAFU aircraft included:
- Calibración y testeo de radioayudas en el Reino Unido y sus territorios
- Vuelos de prueba y propuestas para las pruebas iniciales de licencia de pilotos comerciales, ranking de instrumentos y ranking de instructores
- Entrenamiento y testo de instrumentos autorizados y ranking de examinadores
- Vuelo de ministros, políticos y otros cargos oficiales
- Vuelos charter para Dan-Air Services Ltd
- Radares de vuelo para el Colegio de Control de Tráfico Aéreo, College of Air Traffic Control
- Fotografía de vuelos de aviones de artillería
- Inspecciones de luminosidad de los aeropuertos.
- Categorización de aeroódromos y evaluación de vuelos
- Prueba de equipos nuevos y procesos
- Vuelo para Inspectores de operaciones de vuelo y otro personal
- Vuelos de instrucción para escuelas locales,[9][10][11]

A través de la privatización del sistema de calibración en 1996, la Autoridad Civil Aérea operada dos aeronaves HS 125-700 con éxito hasta 2002, otorgando conversión y continuación de vuelos para pilotos profesionales de la CAA, pruebas de radar para el Servicio Nacional de Tráfico Aéreo y sirviendo a la CAA, NATS y Highlands & Islands Airports Ltd (HIAL) en el rol de la comunicación.
Antes de la privatización, el Aeropuerto de Stansted era la base de la calibración del vuelo. Sin embargo, en 1996 el departamento se movió al Aeropuerto de Teesside en el noreste de Inglaterra con el servicio de laboratorio fotográfico contratado a una compañía local, HighLight Photographics.

### CAA Establecimientos de Señales de Entrenamiento (STE) – Bletchley Park
Basados principalmente en los bloques A, B y E, y con otras aulas de navegación y radares en la esquina noroeste del parque (actualmente ocupado por la vivienda), la STE formó técnicos para mantener las telecomunicaciones en el aeropuerto y ayudas en ruta a la navegación para el aeropuerto del Reino Unido y servicios en ruta, incluidas las telecomunicaciones, las ayudas a la navegación y los radares.
Un aprendizaje de dos a tres años realizado alrededor de la zona, capacitó técnicos que luego fueron enviados a los aeropuertos o centros en ruta para el empleo continuo. La STE también proporcionó instalaciones de capacitación para los técnicos existentes para mantenerse al día con los desarrollos tecnológicos o para mejorar sus habilidades en una gama más amplia de equipos.
En 1974, la STE desarrolló un nuevo curso de capacitación, reduciendo la capacitación a un período de uno a dos años para los participantes más calificados ('A' y más allá).

### CAA Colegio de Ingenieros de Telecomunicaciones (CTE) – Bletchley
En 1975/1976, el "establecimiento de formación de señales" fue rebautizado como el "Colegio de Ingenierios de Telecomunicaciones".